# Bướm xanh lớn hiếm
Bướm xanh lớn hiếm, tên khoa học Phengaris teleius, là một loài bướm thuộc họ Bướm xanh. Chúng sinh sống ở Áo, Bỉ, Croatia, Cộng hòa Séc, Pháp, Gruzia, Đức, Hungary, Ý, Nhật Bản, Kazakhstan, Mông Cổ, Ba Lan, Nga, Serbia và Montenegro, Tây Ban Nha, Thụy Sĩ và Ukraina.
Sâu của loài bướm này sinh sống và ăn lá của loài cây Sanguisorba officinalis, sau đó "di cư" tới tổ kiến để ăn thịt kiến con. Các loài kiến Myrmica rubra và Myrmica scabrinodis là những nạn nhân thường xuyên của Phengaris teleius
.

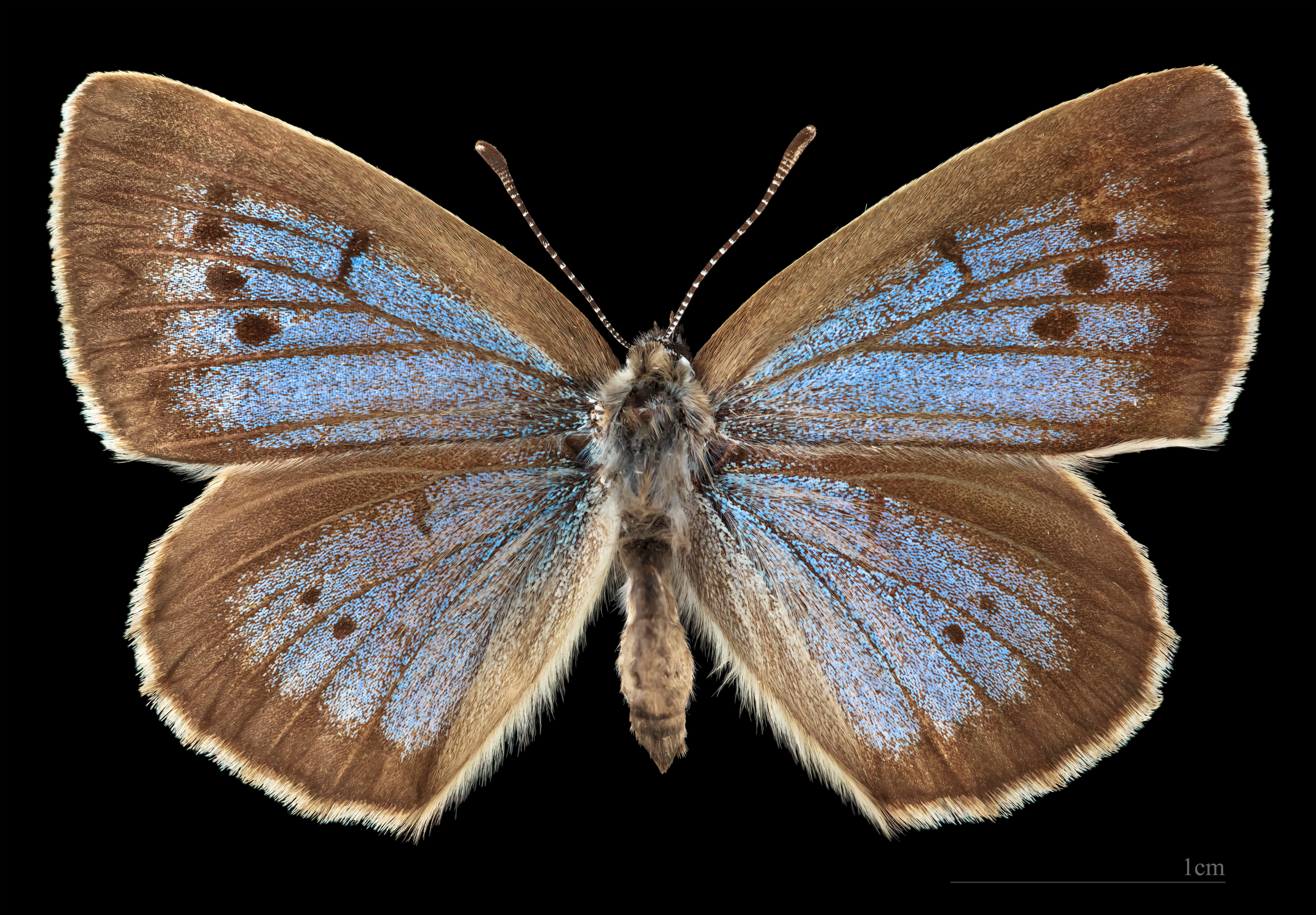
Phengaris t. teleius ♀
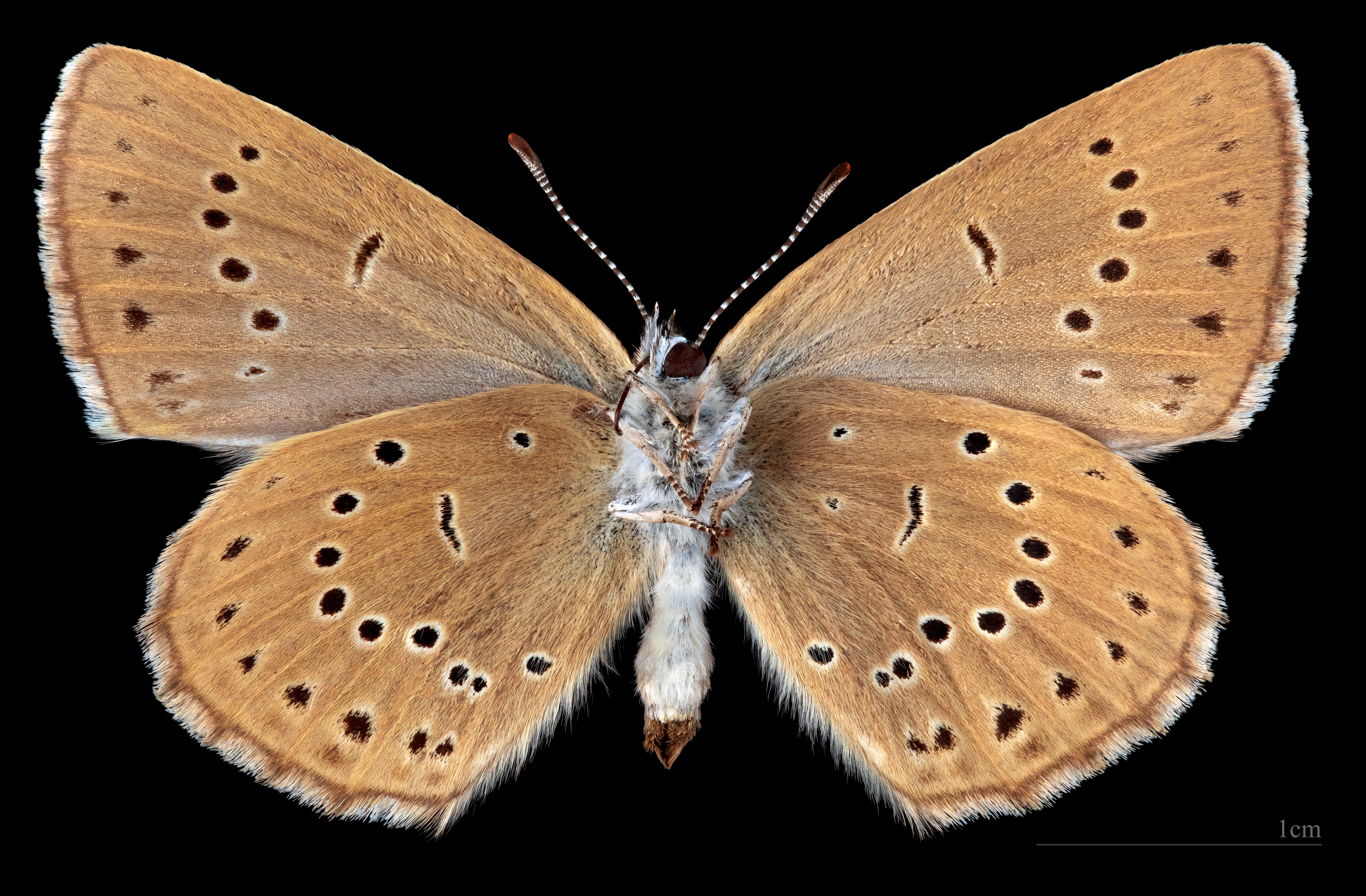
Phengaris t. teleius ♀ △

## Hình ảnh

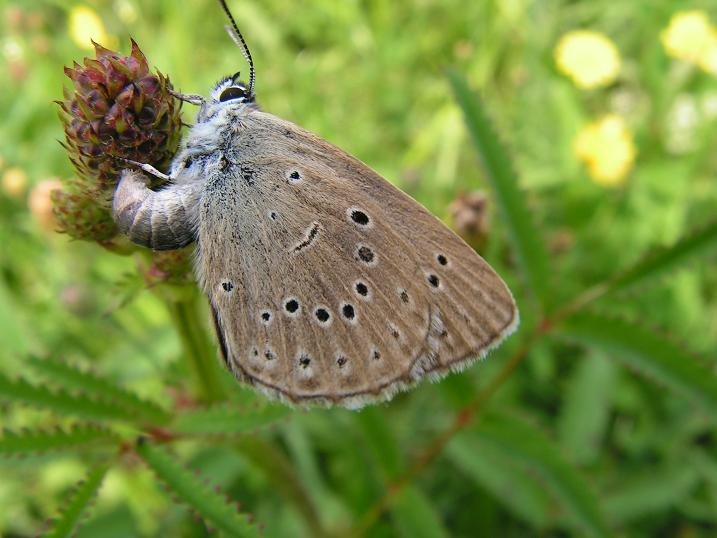
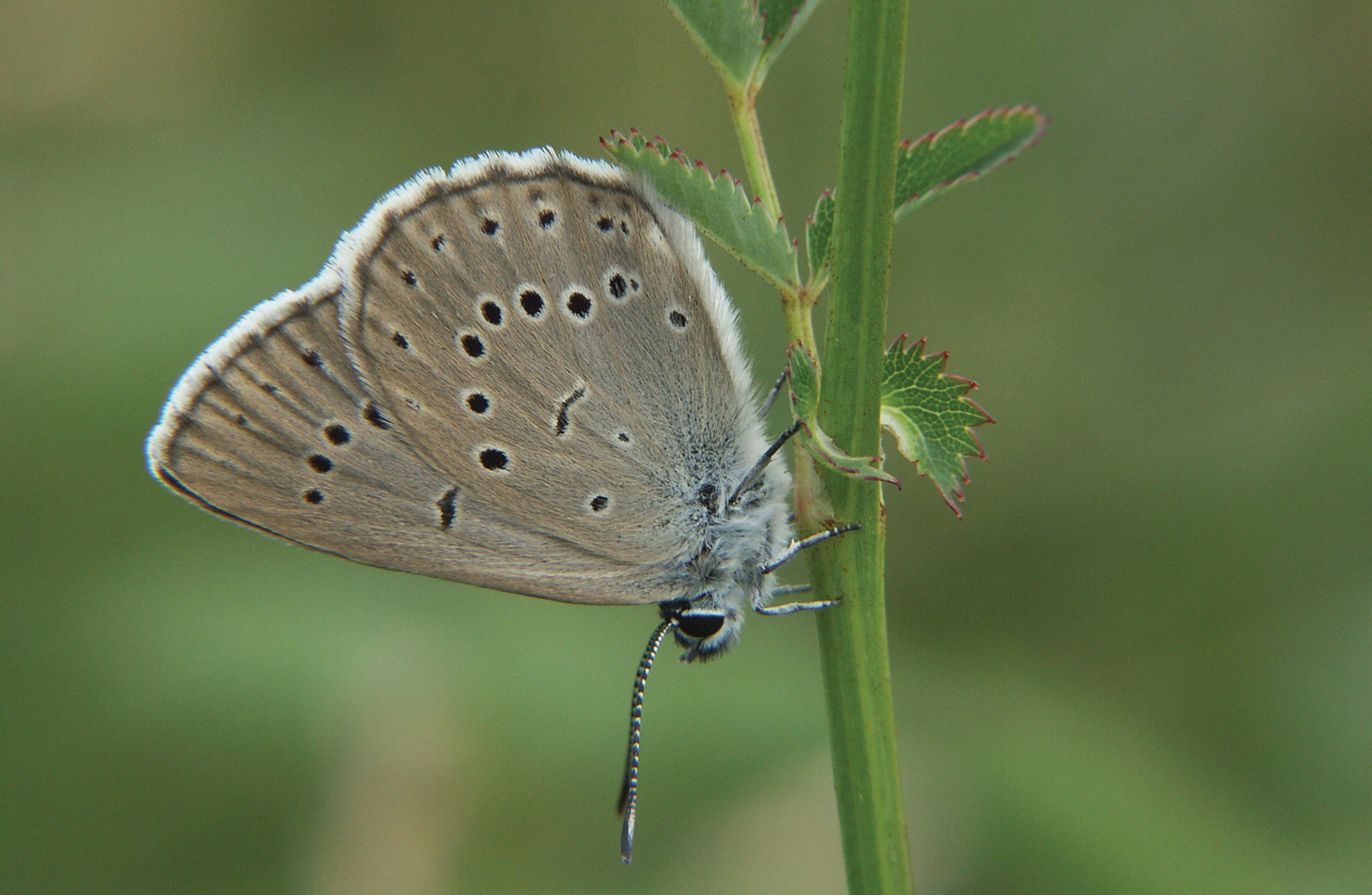
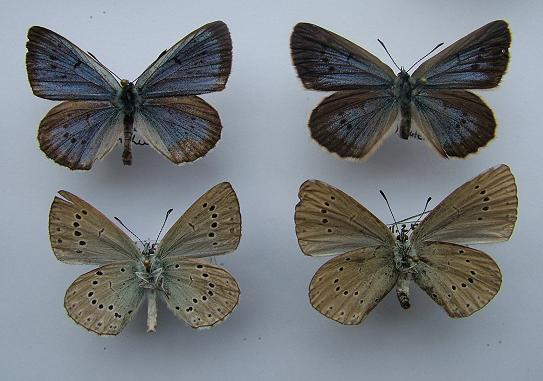
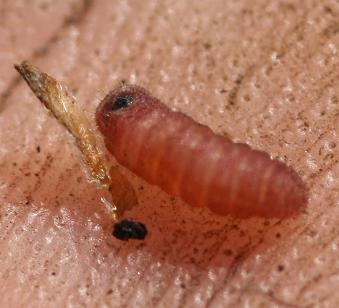